# Donji Dubovik (Krupa na Uni, BiH)
Donji Dubovik je naseljeno mjesto u općini Krupa na Uni, Republika Srpska, BiH.

## Povijest
Do potpisivanja Daytonskog mirovnog sporazuma bilo je u sastavu općine Bosanska Krupa koja je ušla u sastav Federacije BiH. Od tada je administrativno središte općine Krupa na Uni.

## Stanovništvo

### 1991.
Nacionalni sastav stanovništva 1991. godine, bio je sljedeći:
ukupno: 338
- Srbi - 337
- Hrvati - 1

### 2013.
Nacionalni sastav stanovništva 2013. godine, bio je sljedeći:
ukupno: 217
- Srbi - 215
- Hrvati - 2